# Santa Cristina (Santa Cristina e Bissone)
Santa Cristina è la sede del comune di Santa Cristina e Bissone (PV).

## Storia
Il paese di Santa Cristina si sviluppò attorno al monastero, e nel 1164 è citato nel diploma con cui Federico I concesse a Pavia la giurisdizione sull'Oltrepò, la Lomellina e la campagna pavese orientale, in cui si trova Santa Cristina. Fu sempre sotto la signoria feudale del Monastero, e fece parte della Campagna Sottana di Pavia. Dopo la soppressione del monastero, la signoria passò al Collegio Germanico.
Nel 1841 al comune di Santa Cristina fu unito quello di Bissone.